# سفارت کوبا در مسکو
سفارت کوبا در مسکو (به لاتین: Embassy of Cuba) یک سفارت در روسیه است که در مسکو واقع شده‌است.